# توکسکوکا، مکزیک
توکسکوکا، مکزیک (به اسپانیایی: Tuxcueca) یک منطقهٔ مسکونی در مکزیک است که در خالیسکو واقع شده‌است.

## خصوصیات
توکسکوکا ۲۹۸٫۹۴ کیلومترمربع مساحت و ۵٬۷۶۵ نفر جمعیت دارد.